# Alain Controu
Alain Controu, né le 23 octobre 1946 à Paris et mort le 6 février 2023 à Clichy, est un graveur aquafortiste, imprimeur en taille-douce et artiste plasticien français.

## Biographie
À dix-huit ans, Alain Controu est diplômé Imprimeur typographe du Lycée Art et Métiers du Livre de Paris. En 1966, il entre dans l’atelier de l’éditeur Georges Visat qui l’initie à la gravure et lui montre sa confiance en lui laissant prendre des initiatives auprès des artistes de l’atelier.
C’est ainsi qu’il collabore aux travaux d’artistes comme Hans Bellmer, René Magritte, Man Ray, Roberto Matta et Max Ernst.
En 1970, il s’installe à son compte dans le quartier du Montparnasse à Paris, puis dès l’année suivante il transfère sa presse à 150 kilomètres de Paris, dans le Perche, en Basse-Normandie.
De nombreux artistes fréquenteront son atelier parmi lesquels Bernard Dufour, Paul Rotterdam (en), Leonardo Cremonini, Gérard Titus-Carmel, mais il travaille essentiellement avec le peintre monténégrin Dado, participant à la majeure partie de son œuvre gravé,,,,,,,,,,,,.
Passionné, tout au long de ces années consacrées à son métier, il mettra tout son talent au service des artistes, trouvant pour chacun les moyens et techniques de gravure les mieux appropriés à leur art, réalisant ainsi des estampes ou des œuvres de bibliophilie pour des galeries — Baudouin Lebon, Jeanne Bucher, Galerie Beaubourg, Galerie Maeght — ou bien encore pour l’Imprimerie Nationale.

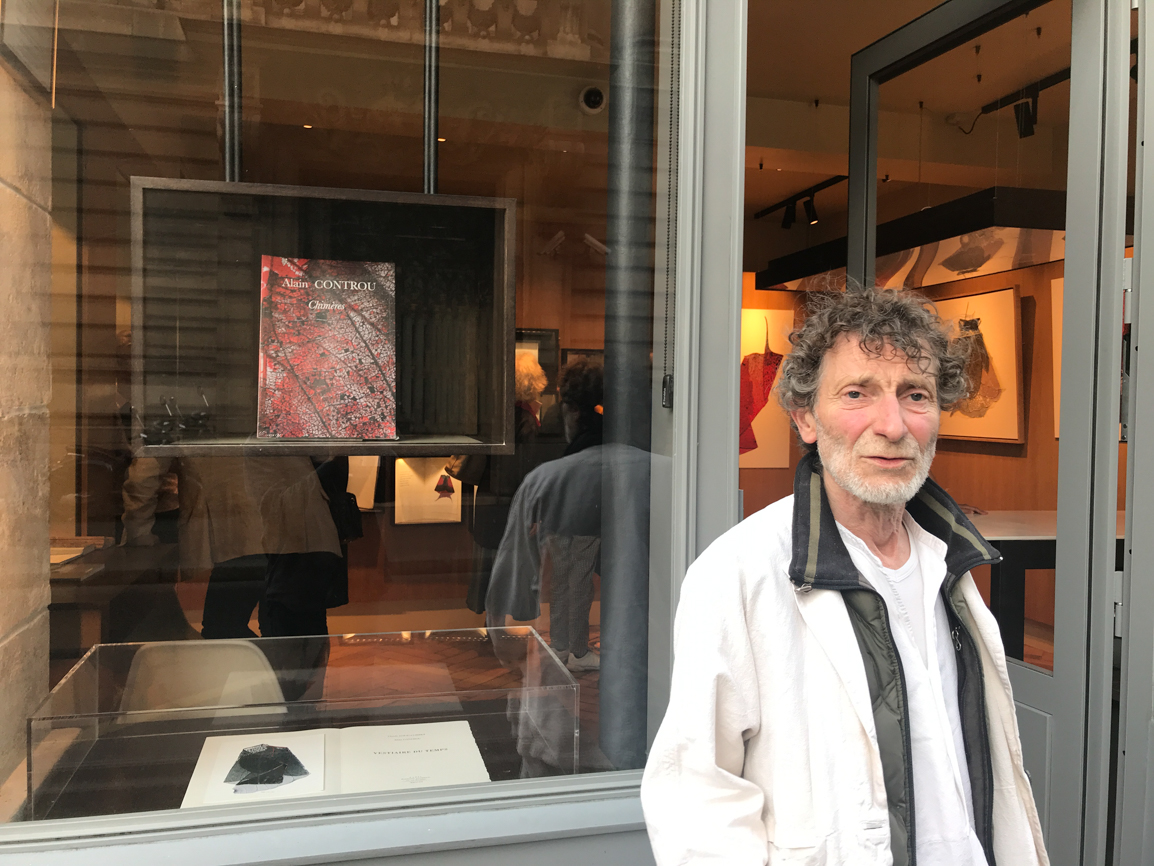
Alain Controu en 2011.

Ayant toujours scrupuleusement respecté le dépôt légal de chaque épreuve réalisée dans son atelier, Alain Controu aura permis à la Bibliothèque Nationale de s’enrichir de plusieurs centaines d’estampes.
Alain Controu a reçu le 30 septembre 1995 le 1er prix de la Création contemporaine, distinction remise par la Société d'encouragement aux métiers d'art.

## Edition
Edition de la seule gravure de Luiz Fernandez, Le cheval, 1972.
Réalisation d’un livre de bibliophilie Les plus belles phrases de la Langue Française de Pierre Bettencourt, édité par Pierre Nahon, composition en typo mobile par François Da Ros, illustré par Dado sur un détournement de cuivres anciens de la fin du XIXe siècle imprimés en taille-douce, en 1990.
Edition du livre de bibliophilie Le Don de Langue, avec un texte de l’écrivain Claude Louis-Combet, illustré de 12 gravures de Dado, en 1992.
Edition du livre de bibliophilie L'Heure canidée en 2005, dont la nouvelle de Claude Louis-Combet est directement inspirée des photographies qu’Alain Controu a exposées en 2003, et dont l’origine est une série de clichés de son braque de Weimar, prises en 1973,,,,.
Edition d’un livre de bibliophilie Vestiaire du temps, avec un texte de Claude Louis-Combet illustré de onze digigraphies édité par ArtBiblio en mai 2018.
Catalogue d'exposition Chimères 1, L'Ar(t)senal, Dreux, 2015, 42 pages.
Catalogue d'exposition Chimères 2, Atelier-Musée de l'Imprimerie, Le Malesherbois, 2021, 36 pages.

## Arts plastiques
Depuis 1993, date de ses premières expositions en Allemagne (Cologne) et au Japon (Tokyo) où il présente des œuvres monotypes sur l’empreinte, Alain Controu réserve une partie de son temps à son travail personnel.

Alain Controu à propos de son travail : 

« Dans les années 80, mon travail sur les empreintes végétales m’a conduit naturellement à rencontrer des botanistes du Musée National d’Histoire Naturelle à Paris, afin de prendre connaissance des techniques de préparation et de conservation des spécimens botaniques. Certains chercheurs ont vu dans cette démarche et mes productions artistiques un écho aux travaux des botanistes, et aux illustrations scientifiques réalisées à partir des collections ; ces empreintes révélaient davantage les plus fins détails des spécimens naturels, et aurait pu faciliter un certain travail scientifique d’observations. Je garde un très bon souvenir du contact que j’ai eu à cette époque avec les scientifiques, passionnés et passionnants, du département de Phanérogamie. »

En 2000, il participe à la création d’une galerie associative « Artémise » à Rémalard dans le Perche dont il est le Président, où il choisit de présenter ses œuvres en avant-première.

## Œuvres
Depuis 2011, Alain Controu travaille sur les nouvelles techniques d’impression numérique, que son expérience de la gravure amène à aborder d’une façon particulière et originale : la digigraphie.

### Principales expositions
- « Empreintes » à la galerie Oranger, à Tokyo, Japon en 1993.
- « Empreintes » à la galerie Artémise, à Rémalard en 2002.
- « Nus de chien » à la galerie Artémise, à Rémalard en 2003.
- « Voile » à la galerie Artémise, à Rémalard en 2004.
- « L’heure canidée » : exposition des photographies et du livre L’Heure canidée à la Galerie Beaubourg - Rachlin Lemarié créée par Pierre Nahon et Marianne Nahon, à Paris en 2005[26].
- « L’heure canidée » à la Librairie L’Esperluète à Chartres en 2009.

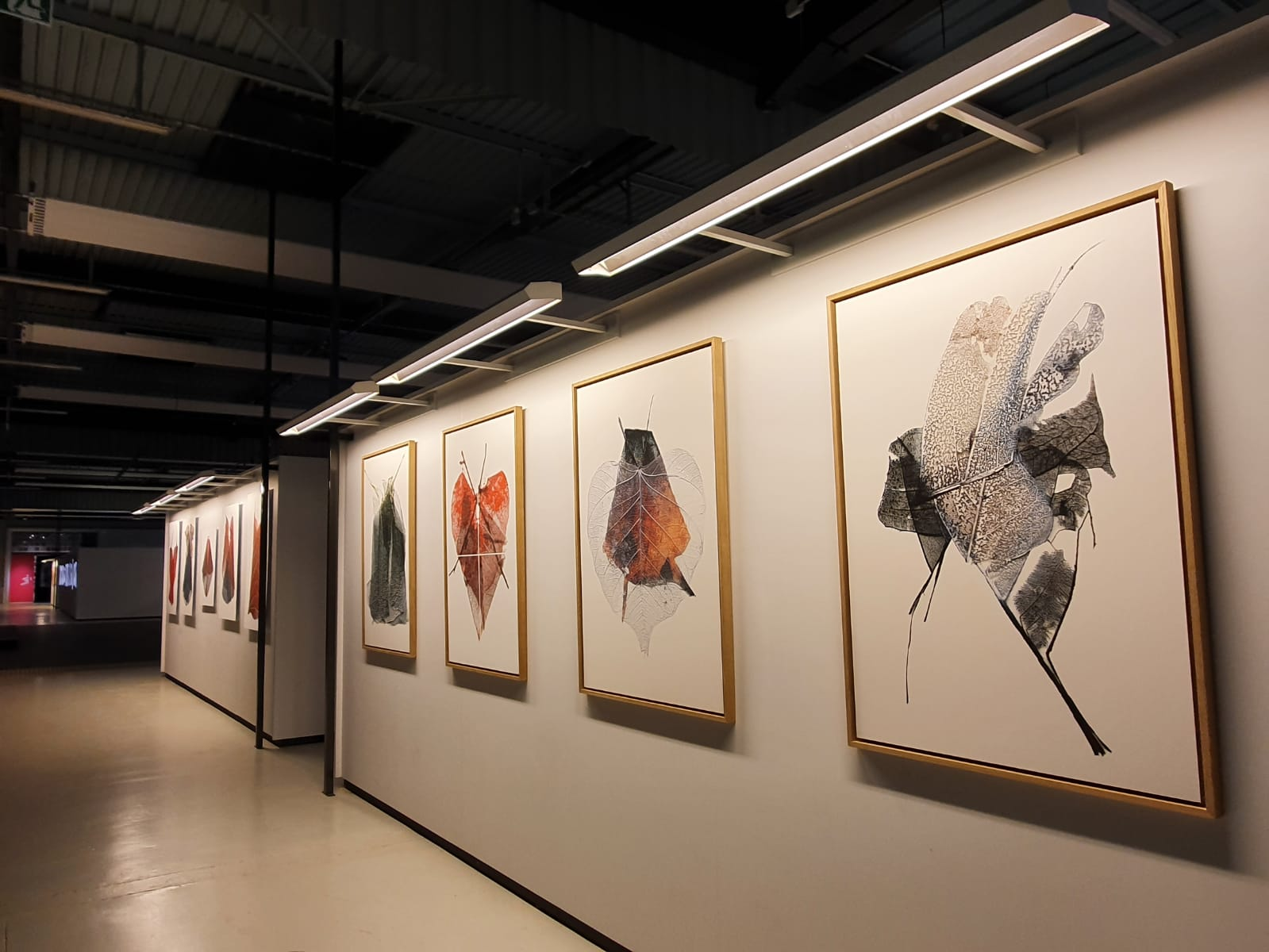
Exposition à l'Atelier-Musée de l'Imprimerie, Le Malesherbois, octobre 2021.

- « Chimères » à la galerie Artémise à Rémalard en 2011.
- « Chimères » à la galerie parisienne Espace Réduit en mars 2012.
- « Trames » à la galerie Artémise en 2016.
- « Alain Controu », au Centre d’Art Contemporain de Dreux L’AR[T]SENAL du 24 avril au 11 octobre 2015[27],[28],[29].
- « Le corps absent », à la Librairie Galerie ARTBIBLIO rue Bonaparte à Paris dans le cadre d’une nouvelle série pour la présentation d’un livre de bibliophilie « Vestiaire du temps » en mai 2018[30].
- « Chimères » à l'Atelier-Musée de l'Imprimerie (Le Malesherbois, Loiret) du 20 octobre 2021 au 30 septembre 2022.

### Expositions collectives
- « Desseins de Mémoire » aux Archives Départementales d’Eure-et-Loir à Chartres pour le livre L’heure canidée en 2008.
- « J’y pense et puis… » au Musée Château Saint-Jean de Nogent-le-Rotrou avec une installation « Martyrs » en 2008.
- « Le monde à l’envers » aux Archives Départementales d’Eure-et-Loir à Chartres en 2010.